# Hans Reuther
Hans Reuther (né le 21 novembre 1920 à Berlin et mort le 11 mars 1989) est un historien allemand de l'architecture et chercheur en construction.

## Biographie
Hans Reuther étudie d'abord l'architecture à la TH Berlin de 1939 à 1944, puis l'histoire de l'art, l'archéologie classique et la musicologie à l'université d'Erlangen en 1946/47. En 1947, il obtint son doctorat à Erlangen avec une thèse sur l'église de Weizberg (de) de Joseph Hueber en Styrie et en 1948, son doctorat en ingénierie à l'Université de technologie de Darmstadt avec une monographie sur l'église de pèlerinage marial de Limbach (de) de Balthasar Neumann. Il travaille ensuite comme conservateur au département de préservation des monuments de Basse-Saxe (de), obtient son habilitation en 1961 à l'Université technique de Berlin et y reprend la chaire d'histoire du bâtiment et d'expertise du bâtiment en 1966, qu'il occupe jusqu'à sa retraite en 1986.
Hans Reuther vit à Hannoversch Münden, d'où il prend chaque semaine le train pour Berlin (Ouest) via ce qui était alors la ligne interzone Brunswick–Helmstedt–Marienborn–Magdebourg (de). Après la mort soudaine de Konrad Hecht (de) en 1980, il reprend son cours principal à l'Université technique de Brunswick pendant plusieurs semestres, pour lesquels il interrompt son voyage de retour à Hannoversch Münden à Brunswick à la fin de la semaine. Depuis 1982, il est membre régulier de la Société scientifique brunswickoise (de).

## Publications (sélection)
- Des steirischen Baumeisters Joseph Huebers Weizbergkirche und die verwandten theatralisch-dekorativen Raumwirkungen im Sakralbau des süddeutschen Spätbarocks. (Diss. phil. Darmstadt 1947), Haßfurt 1947
- Johann Balthasar Neumanns Kirchenbau zu Maria-Limbach. (Diss.-Ing. Darmstadt 1948), Darmstadt 1948
- Die Landkirchen Balthasar Neumanns. In: Zeitschrift für Kunstgeschichte, Bd. 16, H. 2 (1953), S. 154–170
- Die Wölbformen im Mainfränkischen Sakralbau von 1660 bis um 1720. In: Zeitschrift für Kunstgeschichte, Bd. 18, H. 1 (1955), S. 40–60
- Eine Gruppe elliptischer Zentralraumkirchen des 18. Jahrhunderts in Steiermark: Eberhard Hempel zum 70. Geburtstag , in: Zeitschrift für Kunstgeschichte, Bd. 19, H. 3 (1956), S. 237–258
- Vierzehnheiligen. München 1957 (5. überarbeitete Auflage 1976)
- mit Karl Busch (de): Welcher Stil ist das? Die abendländischen Stile mit ihren Grundlagen in der Antike und im Alten Orient. Stuttgart 1958
- Franz Ignaz Michael Neumanns Konstruktionsriss für Neresheim. In: Zeitschrift für Kunstgeschichte, Bd. 21, H. 1 (1958), S. 40–49
- Dome, Kirchen und Klöster in Franken (= Dome, Kirchen, Klöster 5). Frankfurt 1963
- mit Udo d'Alvensleben: Herrenhausen. Die Sommerresidenz der Welfen. Hannover 1966
- Barock in Berlin. Meister und Werke der Berliner Baukunst 1640-1786. Berlin 1969
- mit Victor H. Elbern (de): St. Godehard zu Hildesheim. Bauwerk und Schatzkammer. Hildesheim 1969
- Die St.-Blasius-Kirche in Hann. Münden. (= Große Baudenkmäler 246), München 1970
- Die Museumsinsel in Berlin. Frankfurt 1978 (unveränderter Nachdruck 1993)
- Die Zeichnungen aus dem Nachlass Balthasar Neumanns. (= Veröffentlichung der Kunstbibliothek Berlin 82). Berlin 1979
- Das Modell des Salomonischen Tempels im Museum für Hamburgische Geschichte. In: Niederdeutsche Beiträge zur Kunstgeschichte 19, 1980, S. 161–198
- Balthasar Neumann. Der mainfränkische Barockbaumeister. München 1983
- Gotländische Sonderformen des Domikalgewölbes. In: Niederdeutsche Beiträge zur Kunstgeschichte 23 (1984), S. 43–62
- Die große Zerstörung Berlins. 200 Jahre Stadtbaugeschichte. Frankfurt 1985
- Wallfahrtskirche Maria Limbach. München 1986